# Union City Blue
Az Union City Blue egy dal az amerikai Blondie rockegyüttes 1979-es Eat to the Beat albumáról. A szerzői Debbie Harry és Nigel Harrison voltak. Másodikként jelent meg kislemezen Angliában, és a 13. helyet érte el az angol slágerlistán. Amerikában nem jelent meg kislemezen. Bár a korszak Blondie kislemezeihez képest szerény sikere volt, mégis a koncertek egyik legkedveltebb dala lett.
A dal 1994-ben megjelent CD-n és mikrobarázdás kislemezen mind Amerikában, mind Angliában, több előadó által remixelve, mint Diddy, Burger Queen, OPM és Jammin’ Hot. A kislemez B-oldalán Donna Summer I Feel Love című dalának a Blondie által előadott koncertverziója szerepelt. A kiadás 1979-után másodjára is felkerült az angol slágerlistára, és a 31. helyen végzett. Az Union City Blue remix verziója később felkerült a Beautiful - The Remix Album és a Remixed Remade Remodeled - The Remix Project válogatásalbumokra.

## Kislemez kiadás

### UK 7" (Chrysalis CHS 2400)
1. Union City Blue (Nigel Harrison, Deborah Harry) – 3:21
2. Living in the Real World (Jimmy Destri) – 2:53

## Külső hivatkozások
- Dalszöveg
- Videóklip
- Slágerlista alakulása (angolul)